# Genzano di Roma
Genzano di Roma és un municipi italià, situat a la regió del Laci i a la ciutat metropolitana de Roma Capital. L'any 2005 tenia 22.685 habitants.